# Paul Dano
Paul Franklin Dano (Nova York, 19 de juny de 1984) és un actor nord-americà. Ha treballat en pel·lícules com Petita Miss Sunshine, Ruby Sparks i The Batman i en la sèrie Escape at Dannemora. L'any 2018 es va estrenar com a director amb Wildlife.

## Biografia
Paul Dano va néixer a Nova York i va créixer a Connecticut, on s'havia mudat la seva família. Va obtenir experiència com a actor teatral amb papers secundaris a Broadway en obres com Un mes al camp, al costat d'Helen Mirren, Conte de Nadal, amb Ben Vereen i Terrence Mann, i Inherit the Wind, amb George C. Scott i Charles Durning.
Als setze anys va realitzar el seu primer paper protagonista al cinema a L.I.E., al costat de Brian Cox. Per aquest treball va rebre el premi Independent Spirit a la millor interpretació novell i el Gran Premi del Jurat del Outfest Los Angeles en la categoria de Millor Actor.
El 2015, va formar part de l'elenc de Youth, dirigida per Paolo Sorrentino. A l'any següent, va interpretar a Brian Wilson, cantant dels Beach Boys, a Love & Mercy, i a Pierre Bezújov a Guerra i pau, una adaptació de la BBC de la novel·la homònima de Lev Tolstoi.
Des de 2007 és la parella de l'actriu i dramaturga Zoe Kazan. És també músic.

## Filmografia
- 2000 The Newcomers
- 2001 L.I.E..
- 2002 The Emperor's Club
- 2002 Too Young to Be a Dad
- 2004 Taking Lives
- 2004 The Girl Next Door
- 2004 Light and the Sufferer
- 2005 The King
- 2005 The Ballad of Jack and Rose
- 2006 Petita Miss Sunshine
- 2006 Weapons
- 2006 Fast Food Nation
- 2007 Pous d'ambició
- 2008 Explicit Ils
- 2008 Gigantic
- 2009 Allà on viuen els monstres (veu)
- 2009 Taking Woodstock
- 2010 Knight & Day
- 2010 The Good Heart
- 2011 Cowboys & Aliens
- 2011 The Extra Man
- 2012 Ruby Sparks
- 2012 For Ellen
- 2012 Being Flynn
- 2012 Looper
- 2013 12 anys d'esclavitud
- 2013 Presoners
- 2015 Youth
- 2015 Love and Mercy
- 2016 Swiss Army Man
- 2017 Okja
- 2018 Wildlife
- 2022 The Batman

## Premis

### Premis del Sindicat d'Actors
| Any  | Categoria                   | Pel·lícula           | Resultat |
| ---- | --------------------------- | -------------------- | -------- |
| 2006 | Millor actor de repartiment | Petita Miss Sunshine | ganador  |